# Елебаев, Рамазан
Рамазан Ержанович Елебаев (1910 — 4 ноября 1943) — советский казахский композитор.

## Биография
Родился в 1910 году в ауле Кудукагаш (ныне — Енбекшильдерский район Акмолинской области Казахстана). В 1931 году стал актёром Казахского государственного театра драмы. Через 6 лет поступил в Московский государственный институт театрального искусства имени А. В. Луначарского. После начала Великой Отечественной войны прервал учёбу и отправился на фронт.
Свою первую песню «Жолдастар» («Товарищи») сочинил в годы службы в армии (1930). В 1935 году в честь 15-летия образования республики написал песню «Казахстан»; песня «Қуанышты жолсапар» («Счастливый путь») посвящена Декаде казахской литературы и искусства в Москве (1936). В годы войны написана сюита для скрипки и фортепьяно, созданы песни «Талғар полкінің маршы» («Марш Талгарского полка»), «28 батыр» («Песня о 28 батырах»), «23-полк маршы» («Марш 23 полка») и другие. Песню «Жас қазақ» («Молодой казах») посвятил другу, Толегену Тохтарову, погибшему в сражении под Бородино.
Погиб 4 ноября 1943 года под д. Аршахино Псковской области. Позже перезахоронен в братской могиле под д. Золотково близ города Новосокольники.

## Память
В 2010 году школа аула Кудукагаш была названа именем Рамазана Елебаева. Тогда же в школе был открыт его музей. В ноябре 2017 года в городе Степняк Енбекшильдерского района был установлен бюст Рамазана Елебаева (скульптор Манарбек Бурмаганов).

## Награды
- Орден Красного Знамени[1]